# 외무청 (독일)
외무청(독일어: Auswärtiges Amt; AA 아우슈베르티게즈 암트; 아아[*])는 독일 연방내각의 각료인 외무청 장관이 지휘하는 독일의 연방정부기관이다. 본청은 본에 있으며 베를린에 제2청사가 있다. 독일연방공화국의 외교정치 및 유럽연합과의 관계를 책임진다. 독일연방공화국의 연방급 중앙행정기관들 중 유일하게 "부(독일어: ministerium, 영어: ministriy)"가 아닌 "청(독일어: amt, 영어: office)"을 명칭으로 사용하고 있다. 하지만 수장 직함은 "외무청장"이 아니고 "외무청 장관(독일어: Außenminister)"이다.
기관 명칭은 1870년 북독일 연방 외무청 때부터 사용하던 것을 그대로 계승해 사용 중이다. 1871년 독일 제국이 성립되면서 외무대신이 외무청의 수장이 되었고, 오늘날에는 외무장관이 수장의 역할을 하고 있다. 2021년 12월 이후 현임 외무청 장관은 아날레나 베어보크이다. 본청은 베를린에 있다.

## 같이 보기
- 독일의 외무장관
- 독일 연방내각
- 독일의 대외 관계
- 독일의 재외공관 목록